# META

META, eller Medetidsarkeologisk tidskrift, var en svensk förening samt publikation vid arkeologiska institutionen vid Lunds universitet mellan 1979 och 2006. 
2013 återuppstod föreningen efter att ha varit vilande en tid, samtidigt genomfördes en namnändring till "Historiskarkeologisk tidskrift". 
Styrelsen består av flera medeltidsarkeologer aktiva inom uppdragsarkeologin.
Tidskriften utkommer en gång per år.